# Ernst Supf
Ernst Supf (* 25. April 1895 in Nürnberg; † 24. März 1970 in Roth) war ein deutscher Unternehmer und Politiker (FDP).

## Leben und Beruf
Supf besuchte das Humanistische Gymnasium in Nürnberg und nahm von 1914 bis 1918 als Soldat am Ersten Weltkrieg teil. Während des Krieges wurde er schwer verwundet und zum Oberleutnant befördert. Anschließend begann er ein Studium der Volkswirtschaft an der Julius-Maximilians-Universität Würzburg, wo er sich 1919 dem Corps Bavaria Würzburg anschloss.
Das Studium beendete er 1920 mit der Promotion zum Dr. rer. pol. Danach war er als Geschäftsführer der Firma Friedr. Supf in Roth, die später in Vereinigte Stanniolfabriken Friedr. Supf und C.F. Bauerreis & Müller GmbH umbenannt wurde, tätig.
Supf war Vorsitzender des Vereins der Bayerischen Metallverarbeitenden Industrie in Nürnberg, Vizepräsident des Wirtschaftsverbandes Eisen, Blech und Metall verarbeitende Industrie in Düsseldorf sowie Mitglied des Vorstandes des Bayerischen Tarifverbandes der Metallindustrie und der Vereinigung der Bayerischen Arbeitgeberverbände in München.

## Partei
Supf war von 1918 bis 1933 Mitglied der DVP. Er trat nach 1945 in die FDP Bayern ein, wurde in den Bezirksvorstand der FDP Mittelfranken gewählt und war Vorsitzender des FDP-Kreisverbandes Schwabach-Stadt und -Land.

## Abgeordneter
Supf war nach 1945 Ratsmitglied der Stadt Roth und Kreistagsmitglied des Kreises Roth. In beiden Parlamenten leitete er die FDP-Fraktion. Dem Deutschen Bundestag gehörte er von 1961 bis 1965 an. Er war über die Landesliste Bayern ins Parlament eingezogen.

## Öffentliche Ämter
Supf amtierte 1945/46 als Erster Bürgermeister der Stadt Roth und war anschließend bis 1960 Zweiter Bürgermeister.